# Sical de clatell gris
El sical de clatell gris (Sicalis luteocephala) és una espècie d'ocell de la família Thraupidae. Es distribueix escassament a Amèrica del Sud ocupant els països de l'Argentina i Bolívia, habita en les estepes andins i en zones de les muntanyes.